# علم نفس تربوي تطوري
علم النفس التربوي التطوري هو دراسة العلاقة بين القدرات والمعارف الجماعية المتأصلة والانحيازات الإسنادية والاستدلالية المصاحبة، حيث تؤثر هذه العوامل على التعلم الأكاديمي في السياقات الثقافية التطورية الحديثة مثل المدارس وأماكن العمل الصناعية. وترد أدناه المبادئ والفرضيات الأساسية لهذا التخصص.

## فرضيات علم النفس التربوي التطوري
تفيد الفرضيات أن هناك:
- (أ) جوانب عقلية ودماغية قد تطورت لجذب انتباه الأفراد إلى معالجة أنماط المعلومات الاجتماعية (علم النفس الجماعي) والبيولوجية (علم الأحياء الشعبي) والطبيعية (علم الطبيعة الشعبي) التي سهلت البقاء أو تحقيق النتائج التناسلية أثناء تطور الإنسان، وتسهيل عملية المعالجة هذه (كوزمايدز وتوبي، 1994، جيري، 2005، جيلمان، 1990، بينكر، 1997، شيبرد، 1994، سايمون، 1956)؛

- و(ب) على الرغم من أن هذه القدرات الأساسية تتسم بـالمرونة إلى حد ما، إلا أنها مقيدة بطبيعتها بالحد المرتبط بأنماط المعلومات التي تميل إلى الاتساق عبر الأجيال وطوال فترات الحياة (على سبيل المثال، كارامازا وشيلتون، 1998، جيري وهوفمان، 2002)؛

- و(ج) تطورت الجوانب العقلية والدماغية الأخرى لتتيح إمكانية الإنتاج العقلي لظروف اجتماعية أو بيئية أو مناخية مستقبلية محتملة، وكذلك إمكانية التدرب على بعض السلوكيات للتكيف مع الاختلافات التي تطرأ على هذه الظروف، ويعرف ذلك الآن باسم الذكاء السيال العام أو جي إف (يتضمن ذلك المهارة في التفكير المنطقي/حل المشكلات اليومية؛ تشيابي وماكدونالد، 2005، جيري، 2005، ميثان، 1996)؛ و

- و(د) الأطفال بطبيعتهم يتحفزون للتعلم في الأوساط الجمعية، وتثمر الانحيازات الانتباهية والسلوكية عن تجارب وخبرات تتجسد تلقائيًا وضمنيًا وتعمل على تكييف هذه الأنظمة مع الظروف المحلية (جيلمان، 1990، جيلمان وويليامز، 1998، جيلمان، 2003).

## مبادئ علم النفس التربوي التطوري
تمثل المبادئ الافتراضات التأسيسية لعلم النفس التربوي التطوري. وجوهر هذه المبادئ هو أنه سيتم تناقل المعرفة والخبرة المفيدة في الوسط الثقافي أو البيئة التي توجد فيها الجماعة البشرية عبر الأجيال في صورة أعمال فنية ثقافية مثل الكتب، أو تقاليد تعليمية مثل التعليم المهني (على سبيل المثال، باوميستر، 2005، ريتشيرسون وبويد، 2005، فلين، 1997، ميثان، 1996). ويتراكم مخزون المعرفة الثقافية عبر الأجيال ويخلق فجوة بين قاعدة المعارف هذه وأشكال القدرات والمعارف الجمعية التي تظهر وراثيًا من خلال الأنشطة التي يبدأها الأطفال ذاتيًا.
وهناك بالتأكيد فرصة متطورة لمعرفة معلومات تطورية جديدة وما يقترن بها من انحياز للسعي وراء الابتكار أثناء فترة النمو وبالطبع طوال فترة الحياة؛ وقد يرتبط ذلك ببعد الشخصية المعني بالانفتاح على التجربة (جيري، 1995، 2002، في الصحافة).
مع ذلك، أدى تراكم المعرفة عبر الأجيال وعبر الثقافات والأفراد والمجالات (على سبيل المثال، الأشخاص في مقابل الطبيعة) إلى زيادة أسية في كمية المعارف الثانوية المتاحة في المجتمعات الحديثة الآن. ومن المرجح أن يتجاوز نطاق اتساع هذه المعارف ومدى تعقيدها بالنسبة لمعظم الأشخاص أية انحيازات للتعلم في المجالات التطورية الحديثة.

## خلق المعرفة في مقابل تعلمها
هناك قضية أخرى تتعلق بالصفات التي تتيح إمكانية خلق المعرفة الثانوية من الناحية البيولوجية وبالتالي الثقافة، ومدى تداخل هذه الصفات مع القدرة على تعلم المعارف التي يبتكرها الآخرون.
بمعنى آخر، هل الهدف من التعليم هو جعل الأطفال يعيدون خلق عملية الاكتشاف، أم يتعلمون نتائج الاكتشاف، أم مزيج من الاثنين معًا؟ لقد أيد بعض المعلمين التركيز على عملية الاكتشاف دون الأخذ في الاعتبار بشكل كامل مجموعة الصفات والفرص التي تساهم في خلق المعرفة الثانوية (على سبيل المثال، كوب وياكل وود، 1992). وتشير الأبحاث التي أجريت على الأفراد الذين يقدمون إنتاجًا إبداعيًا إلى أن مجموعة الصفات الكاملة التي تسهل اكتشاف المعلومات الثانوية وابتكارها نادرة ومن غير المرجح تكرارها على نطاق واسع (سايمونتون، 1999 أ، 1999 ب، 2003، وستيرنبيرج، 199، وواي ولوبينسكي وبينبو، 2005).

## ملخص

### الفرضيات
- 1.) أدى الاصطفاء الطبيعي إلى ظهور استعداد دافعي متطور للمحاولة للوصول إلى الموارد التي تباينت بشكل مشترك مع نتائج البقاء والنتائج التناسلية أثناء تطور الإنسان والتحكم في تلك الموارد.
- 2.) تنقسم تلك الموارد إلى ثلاث فئات رئيسية: اجتماعية وبيولوجية وطبيعية وهي تقابل المجالات المعنية المتمثلة في علم النفس الجماعي وعلم الأحياء الشعبي وعلم الطبيعة الشعبي.
- 3.) تطورت الأنظمة الانتباهية والإدراكية الحسية والمعرفية بما في ذلك الانحيازات الإسنادية والاستدلالية لمعالجة المعلومات في هذه المجالات الجمعية وتوجيه الإستراتيجيات السلوكية المرتبطة بالتحكم فيها. وتعالج هذه الأنظمة فئات مقيدة من المعلومات المرتبطة بهذه المجالات الجمعية.
- 4.) للتكيف مع الاختلافات التي تطرأ على الظروف الاجتماعية أو البيئية أو المناخية، تطورت الأنظمة التي أتاحت إمكانية الإنتاج العقلي لهذه الظروف المستقبلية المحتملة وكذلك إمكانية التدرب على بعض السلوكيات للتكيف مع هذه الاختلافات، وتعرف الآليات الانتباهية والمعرفية الداعمة لذلك باسم الذكاء السيال العام والتفكير المنطقي اليومي.
- 5.) ينحاز الأطفال بيولوجيًا إلى المشاركة في الأنشطة التي تعيد إنتاج بيئات تطور الإنسان؛ ويتجلى ذلك في صورة اللعب الاجتماعي واستكشاف البيئة والأشياء المحيطة. وتتفاعل التجارب المصاحبة لذلك مع الأنظمة الجمعية المتأصلة والهيكلية في الوقت نفسه، وتعمل على تجسيد هذه الأنظمة بحيث يتم تكييفها مع البيئة أو الجماعة الاجتماعية المحلية.

### المبادئ
- 1.) نشأت التطورات العلمية والتقنية والأكاديمية في بداية الأمر من الأنظمة المعرفية والدافعية التي تدعم علم النفس الجماعي وعلم الأحياء الشعبي وعلم الطبيعة الشعبي. أما الابتكارات التي أتاحت إمكانية التحكم بصورة أفضل في البيئات أو الديناميات الاجتماعية أو أثمرت عن فهم مترابط (وإن لم يكن بالضرورة دقيقًا من الناحية العلمية) لهذه الديناميات فمن المرجح بقاؤها عبر الأجيال، كالأعمال الفنية الثقافية(مثل الكتب) والتقاليد (مثل التعليم المهني). وقد أسفرت هذه التطورات عن خلق فجوة آخذة في الاتساع بين المعرفة الجمعية والنظريات وقاعدة المعرفة الخاصة بالعلوم والمجالات الأخرى ذات الصلة (على سبيل المثال الأدب).
- 2.) تنشأ المدارس في المجتمعات التي تؤدي فيها التطورات العلمية والتقنية والفكرية إلى حدوث فجوة بين المعرفة الجمعية والكفاءات المطلوبة للعيش في تلك المجتمعات.
- 3.) تتمثل وظيفة المدارس في تنظيم أنشطة الأطفال حتى يكتسبوا القدرات والكفاءات الثانوية من الناحية البيولوجية التي تسد الفجوة بين المعرفة الجمعية والمتطلبات المهنية والاجتماعية للمجتمع.
- 4.) يتم بناء القدرات والكفاءات الثانوية البيولوجية من خلال الأنظمة الجمعية الأساسية ومكونات الذكاء السيال التي تطورت لتمكن الأفراد من التكيف مع الاختلاف والابتكارات الحديثة.
- 5.) سوف يتعارض الانحياز الدافعي المتأصل لدى الأطفال للمشاركة في الأنشطة التي تساعد في تكييف المعرفة الجمعية مع الظروف المحلية في أغلب الأحيان مع الحاجة للمشاركة في الأنشطة التي ينتج عنها التعلم الثانوي.
- 6.) ستصبح الحاجة إلى إرشادات واضحة وظيفة مباشرة لمدى اختلاف القدرات والكفاءات الثانوية عن الأنظمة الأساسية الداعمة.

## Further reading
- Geary, D. C. (2006). [2006,%20proof.pdf Evolutionary developmental psychology: Current status and future directions]. Developmental Review, 26.
- Geary, D. C. (2005). Folk knowledge and academic learning. In B. J. Ellis & D. F. Bjorklund (Eds.), Origins of the social mind (pp. 493–519). New York: Guilford Publications.
- Geary, D. C. (2004). [Chap.pdf Evolution and cognitive development.] In R. Burgess & K. MacDonald (Eds.), Evolutionary perspectives on human development (pp. 99–133). Thousand Oaks, CA: Sage Publications.
- Genovese, J.E.C. (2003). Piaget, Pedagogy, and Evolutionary Psychology. Evolutionary Psychology 1: 127-137.
- J. Henrich and R. Boyd. (2002).Culture and Cognition: Why Cultural Evolution Does Not Require Replication of Representations. Culture and Cognition, 2: 87–112.
- Zentall, T.R. (2006). Imitation: Definitions, evidence, and mechanisms. Animal Cognition, 9, 335-353. (A thorough review of different types of social learning) Full text